# Винанд I Кемерер
Винанд I Кемерер (на немски: Winand Kämmerer; * ок. 1302; † 2 март 1365) е немски благородник, „кемерер“ на Вормс, барон, господар на Вормс и Валдек, споменаван от 1332 г.
Той е син (от десетте деца) на рицар Йохан III Кемерер фон Вормс, наричан фон Валдек († 1350), господар на имението Валдек и на замък Далберг, и съпругата му Юлиана Боос фон Валдек († сл. 1334), дъщеря на Винанд III фон Валдек († 1300) и Юта фон Шпигелберг († 1282). Внук е на Герхард Камерариус († 1297) и Мехтилд Фукс фон Рюдесхайм († 1319). Правнук е на Герардус фон Рюдесхайм († 1241/1251) и Беатрикс фон Рандек. Баща му се жени втори път за Фурдерер фон Енцберг.
Брат е на Дитер I Кемерер фон Вормс († 1371), женен сл. 1334 г. за Катарина фон Шарфенщайн († 1351).
Винанд I Кемерер умира на 2 март 1365 г. и е погребан в църквата „Св. Катарина“ в Опенхайм.

## Фамилия
Винанд I Кемерер се жени през 1330 г. за Демудис фон Бехтолсхайм († 29/30 май 1348, погребана в църквата „Св. Катарина“ в Опенхайм), дъщеря на Петер фон Бехтолсхайм († сл. 1342) и Демудис фон Левенщайн († сл. 1342). Те имат три сина:
- Петер II Кемерер фон Вормс-Бехтолсхайм († 13 март 1387), рицар, господар на Бехтолсхайм, женен за Елизабет фон Линдау († 31 юли 1371); имат 6 деца
- Волф/Волфрам Кемерер фон Валдек († сл. 4 февруари 1377), рицар
- Йохан X Кемерер фон Вормс, „фон Далберг“ (* ок. 1345; † 9 октомври 1415), женен I. за Елизабет фон Виненберг († 1397), II. на 11/26 март 1398 г. за Анна фон Бикенбах († 22 март 1415)